# Gorączka sobotniej nocy
Gorączka sobotniej nocy (ang. Saturday Night Fever) – amerykański film z 1977 roku. Gorączka sobotniej nocy została obrana za ikonę kultury disco i końca lat 70., a piosenki zespołu Bee Gees zajmowały pierwsze miejsca na listach przebojów.
W 1983 roku została zrealizowana kontynuacja Gorączki sobotniej nocy, zatytułowana Pozostać żywym.

## Fabuła
Zwykłe, codzienne życie Tony’ego Manero (John Travolta), pracującego w sklepie chemicznym w Nowym Jorku, przeplata się z sobotnimi wypadami do dyskotek, które pozwalają mu oderwać się od szarej codzienności. Tylko tam słyszy pochwały i komplementy z powodu swoich wspaniałych umiejętności tanecznych.
Tony oraz jego przyjaciele marzą o wyprowadzeniu się na Manhattan, jednak nie mają na to większych szans, gdyż nie są wykształceni. Głównym wątkiem filmu jest znajomość Tony’ego ze Stephanie, która ćwiczy w dyskotece odwiedzanej przez Manero. Stephanie opowiadała młodemu tancerzowi o Manhattanie, gwiazdach i życiu, o którym Tony marzy.

## Obsada
- John Travolta – Tony Manero
- Karen Lynn Gorney – Stephanie
- Donna Pescow – Annette
- Barry Miller – Bobby C.
- Joseph Cali – Joey
- Bruce Ornstein – Gus
- Julie Bovasso – Flo
- Fran Drescher – Connie